# فرانکفورد
فرانکفورد (به انگلیسی: Frankford) یک شهر در ایالات متحده آمریکا است که در شهرستان پایک، میزوری واقع شده‌است. فرانکفورد ۱٫۳۵ کیلومتر مربع مساحت و ۳۲۳ نفر جمعیت دارد و ۱۸۷ متر بالاتر از سطح دریا واقع شده‌است.